# 대한민국 민법 제711조
대한민국 민법 제711조는 손익분배의 비율에 대한 대한민국 민법 채권법 조합에 대한 조문이다. 법률 제17905호로 2011년 3월 7일에 전문개정되었고 2021년 1월 26일에 일부개정되어 시행되었다.

## 조문
제711조(손익분배의 비율) ① 당사자가 손익분배의 비율을 정하지 아니한 때에는 각 조합원의 출자가액에 비례하여 이를 정한다.
② 이익 또는 손실에 대하여 분배의 비율을 정한 때에는 그 비율은 이익과 손실에 공통된 것으로 추정한다.

第711條(損益分配의 比率) ① 當事者가 損益分配의 比率을 定하지 아니한 때에는 各 組合員의 出資價額에 比例하여 이를 定한다.
② 利益 또는 損失에 對하여 分配의 比率을 定한 때에는 그 比率은 利益과 損失에 共通된 것으로 推定한다.